# بيت بن شائف (يهر)

تعديل مصدري - تعديل

بيت بن شائف هي إحدى قرى عزلة يهر بمديرية يهر التابعة لمحافظة لحج، بلغ تعداد سكانها 101 نسمة حسب تعداد اليمن لعام 2004.